# Chi Cá thiểu nam
Chi Cá thiểu nam (danh pháp khoa học: Paralaubuca) là một chi chứa 5 loài cá dạng cá chép, được tìm thấy ở khu vực Đông Nam Á.

## Các loài
- Paralaubuca barroni (Fowler, 1934) - cá thiểu mại, cá thiểu ba. Phân bố: lưu vực các sông Mekong và Chao Phraya.
- Paralaubuca harmandi Sauvage, 1883. Phân bố: lưu vực các sông Mekong và Chao Phraya.
- Paralaubuca riveroi (Fowler, 1935) - cá thiểu, cá thiểu nam. Phân bố: lưu vực các sông Mekong, Maeklong và Chao Phraya cũng như bán đảo Mã Lai.
- Paralaubuca stigmabrachium (Fowler, 1934). Phân bố: lưu vực các sông Mekong và Chao Phraya.
- Paralaubuca typus Bleeker, 1864 - cá thiểu mẫu. Phân bố: lưu vực các sông Mekong, Maeklong và Chao Phraya cũng như bán đảo Mã Lai.